# Теорема Копперсмита
Теорема Копперсмита (метод Копперсмита) — теорема, позволяющая эффективно найти все нули нормированных многочленов по определённому модулю.
Теорема используется в основном для атак на криптосистему RSA. Этот метод является эффективным, если экспонента кодирования имеет достаточно малое значение, либо когда известна часть секретного ключа. Теорема также связана с LLL-алгоритмом.

## Описание

### Введение
Теорема предлагает алгоритм эффективного нахождения корней нормированного многочлена {\displaystyle f} по модулю {\displaystyle N}, которые меньше чем {\displaystyle X=N^{1/d}}. Если {\displaystyle X} будет малым, то алгоритм будет работать быстрее. Преимущество теоремы это возможность находить малые корни многочлена по составному модулю {\displaystyle N}. Если же модуль — простое число, то нет смысла использовать теорему Копперсмита. Намного эффективнее будет использовать другие способы нахождения корней многочлена.

### Маленькая экспонента кодирования
Чтобы уменьшить время шифрования или проверки подписи, желательно использовать маленькое {\textstyle e} (экспонента кодирования). Наименьшее возможное значение — {\displaystyle 3}, однако рекомендуется использовать {\displaystyle e=2^{16}+1=65537} (для защиты от некоторых атак). При использовании значения {\displaystyle 2^{16}+1} на проверку подписи требуется 17 умножений ({\displaystyle \forall e\leqslant \phi (N)}, где {\displaystyle \phi (N)} — порядок мультипликативной группы {\displaystyle \mathbb {Z} _{N}}, возможно около 1000). Атаки ориентированные на использование маленького {\textstyle e} не всегда действенны.
Самые мощные атаки на маленькую экспоненту кодирования основываются на теореме Копперсмита, которая имеет много приложений, одно из которых атака Хастеда (Hasted).

### Атака Хастеда
Предположим один отправитель отправляет одно и то же сообщение {\displaystyle M} в зашифрованном виде определённому количеству людей {\displaystyle P_{1};P_{2};...;P_{k}}, каждый из которых использует одну и ту же маленькую экспоненту кодирования {\textstyle e}, скажем {\displaystyle e=3}, и различные пары {\displaystyle \left\langle N_{i},e\right\rangle }, причем {\displaystyle M<N_{i},\forall i}. Отправитель зашифровывает сообщение, используя поочередно открытый ключ каждого пользователя, и отсылает его соответствующему адресату. Тогда, если противник прослушает канал передачи и соберет {\displaystyle k\geqslant 3} переданных шифротекстов, то он сможет восстановить сообщение {\displaystyle M}.

#### Доказательство
{\displaystyle \Box } Предположим противник перехватил {\displaystyle C_{1},C_{2}} и {\displaystyle C_{3}}, где {\displaystyle C_{i}=M^{3}{\bmod {N}}_{i}}. Мы предполагаем, что {\displaystyle N_{1},N_{2},N_{3}} взаимно просты, иначе наибольший общий делитель отличный от единицы означал нахождение делителя одного из {\displaystyle n}. Применяя китайскую теорему об остатках к {\displaystyle C_{1},C_{2}} и {\displaystyle C_{3}} получим {\displaystyle C\in \mathbb {Z} _{N_{1},N_{2},N_{3}}}, такое что {\displaystyle C_{i}\equiv C{\bmod {N}}_{i}}, которое имеет значение {\displaystyle C=M^{3}{\bmod {N}}_{1}N_{2}N_{3}}. Однако, зная что {\displaystyle M<N_{i},\forall i}, получаем {\displaystyle M^{3}<N_{1}N_{2}N_{3}}. Поэтому {\displaystyle C=M^{3}}, то есть противник может расшифровать сообщение {\displaystyle M} взяв корень кубический от {\displaystyle C}.
Для восстановления сообщения {\displaystyle M} с любым значением открытой экспоненты кодирования {\textstyle e}, необходимо противнику перехватить {\displaystyle k\geqslant e} шифротекстов. {\displaystyle \blacksquare }

## Формулировка
Пусть {\displaystyle N\in \mathbb {Z} } и {\displaystyle f(x)\in \mathbb {Z[x]} -} нормированный многочлен степени {\displaystyle d}. Пусть {\displaystyle X=N^{{\tfrac {1}{d}}-\varepsilon }}, {\displaystyle \varepsilon \geqslant 0}. Тогда по паре {\displaystyle \left\langle N,f\right\rangle } атакующий эффективно найдет все целые числа {\displaystyle \left\vert x_{0}\right\vert <\left\vert X\right\vert }, удовлетворяющие {\displaystyle f(x_{0})\equiv 0{\bmod {N}}}. Время выполнения определяется выполнением LLL-алгоритма на решетке размерности {\displaystyle O(\omega )}, где {\displaystyle \omega =\min \left\{{\tfrac {1}{\varepsilon }},\log _{2}{N}\right\}}.

## Доказательство
{\displaystyle \Box } Пусть {\displaystyle m>1} натуральное число, которое мы определим позже. Определим
{\displaystyle g_{i,k}(x)=x^{i}(f(x)/M)^{k}}
Мы используем в качестве основы для нашей решетки {\displaystyle L} полиномы {\displaystyle g_{i,k}(xX)} для {\displaystyle i=0,...,d-1} и {\displaystyle k=0,...,m-1}. Например, когда {\displaystyle d=3} и {\displaystyle m=3} мы получаем матрицу решетки, натянутую на строки:
{\displaystyle {\begin{bmatrix}1\\&X\\&&X^{2}\\-&-&-&X^{3}M^{-1}\\&-&-&-&X^{4}M^{-1}\\&&-&-&-&X^{5}M^{-1}\\-&-&-&-&-&-&X^{6}M^{-2}\\&-&-&-&-&-&-&X^{7}M^{-2}\\&&-&-&-&-&-&-&X^{8}M^{-2}\end{bmatrix}}},
где «—» обозначает ненулевые недиагональные элементы, значение которых не влияет на определитель. Размер этой решетки равен {\displaystyle \omega =md}, а её определитель считается так:
{\displaystyle \det(L)=X^{\omega (\omega -1)/2}M^{-\omega (m-1)/2}}
Потребуем, чтобы {\displaystyle \det(L)<2^{-\omega (\omega -1)/4}\omega ^{-\omega /2}}. Отсюда следует
{\displaystyle X<M^{(m-1)/(\omega -1)}2^{-1/2}\omega ^{-1/(\omega -1)}}
что можно упростить до
{\displaystyle X<\gamma _{\omega }\centerdot M^{{\tfrac {1}{d}}-\varepsilon }},
где {\displaystyle \varepsilon ={\tfrac {d-1}{d(\omega -1)}}} и {\displaystyle {\tfrac {1}{2{\sqrt {2}}}}\leqslant \gamma _{\omega }<{\tfrac {1}{\sqrt {2}}}} для всех {\displaystyle \omega }. Если мы возьмем {\displaystyle m\rightarrow \infty }, то получим {\displaystyle \omega \rightarrow \infty } а, следовательно, и {\displaystyle \varepsilon \rightarrow 0}. В частности, если мы хотим решить {\displaystyle X<M^{{\tfrac {1}{d}}-\varepsilon _{0}}} для произвольного {\displaystyle \varepsilon _{0}}, достаточно взять {\displaystyle m=O(k/d)}, где {\displaystyle k=\min \left\{{\tfrac {1}{\varepsilon }},\log _{2}{N}\right\}}. {\displaystyle \blacksquare }